# Мяч без пятен
«Мяч без пятен» — ежегодная футбольная награда, вручавшаяся по итогам сезона футбольному клубу Российской Премьер-Лиги, который придерживался принципов честной игры на протяжении всего чемпионата. Награда является итогом акции «Чистые ноги». Её учредителем выступила редакция «Новой газеты» совместно с Национальной ассоциацией букмекеров. Перед каждым туром на основании данных аналитиков, букмекеров и футбольных экспертов составляется рейтинг «странности» матчей. По окончании сезона команде, не вызвавшей нареканий и подозрений у экспертного совета, присуждается кубок за честную игру. В поиске «странных» матчей участвуют ведущие аналитики НАБ, бывшие и действующие игроки, тренеры, арбитры, начальники служб безопасности российских клубов.
| Сезон     | Футбольный клуб | Место в таблице | Главный тренер     |
| --------- | --------------- | --------------- | ------------------ |
| 2007      | Химки           | 9-е             | Владимир Казачёнок |
| 2008      | Спартак         | 8-е             | Микаэль Лаудруп    |
| 2009      | ЦСКА            | 5-е             | Леонид Слуцкий     |
| 2010      | Зенит           | 1-е             | Лучано Спаллетти   |
| 2011/2012 | Кубань          | 6(8)-е          | Дан Петреску       |